# Leioscyphus campanulatus
Leioscyphus campanulatus là một loài Rêu trong họ Geocalycaceae. Loài này được Steph. mô tả khoa học đầu tiên năm 1916.